# Antonín Hinšt
Antonín Hinšt (1. prosince 1929, Bučovice – 23. února 2013 Mnichov) byl český a moravský fotograf a středoškolský pedagog žijící v Německu.

## Život a dílo
Po maturitě nejdříve vystudoval pedagogickou fakultu brněnské univerzity a v roce 1957 ukončil i dálkové studium na tamější přírodovědecké fakultě. Na těchto vysokých školách vystudoval matematiku, deskriptivní geometrii a výtvarnou výchovu. Poté pracoval jako středoškolský profesor v Brně. Zároveň se začal věnovat fotografování. Nejprve vyučoval matematiku a deskriptivu na gymnáziu v Brně–Králově Poli, v letech 1972–1980 pak působil na oddělení fotografie Střední uměleckoprůmyslové školy. V letech 1965–1972 byl členem fotografické skupiny VOX (s Janem Beranem, Milošem Budíkem, Karlem Ottou Hrubým, Vladimírem Skoupilem, Soňou Skoupilovou a Josefem Tichým). Vyučoval také fotografii na Lidové škole umění J. Kvapila v Brně, kde byli jeho žáky např. členové pozdější fotografické skupiny Epos. V roce 1974 vydal spolu s Karlem Ottou Hrubým publikaci Krajinářská fotografie, která byla vyvrcholením jejich dlouhodobější spolupráce na poli teorie fotografie. Psal rovněž odborné články o fotografování a recenze výstav. Jeho fotografickou tvorbu od 60. let lze zařadit k proudu tzv. poezie všedního dne, věnoval se i krajinářské fotografii. 
V roce 1980 s manželkou RNDr. Jitkou Hinštovou (9. listopadu 1928 – 15. září 2018) a třemi dětmi emigroval do Německa. Byly to dcery – dvojčata Jitka a Jana (narozené 1955) a syn Tomáš (narozený 1962). Jitka Holečková je architektka, Jana Borská se rovněž zabývala fotografií, syn Tomáš Hinšt (Tomáš Atanáš Hynšt) je filmový režisér (narozen 1962). Má vnuky Martina, Filipa a Jana a vnučky Katrin, Theresu a Viktorii.
Zemřel neočekávaně 23. února 2013 v Mnichově, urna s jeho ostatky je uložena v rodinném hrobě na hřbitově v Bučovicích.

## Publikace
- HINŠT, Antonín. Základy kompozice fotografie. Praha: 1970.
- HINŠT, Antonín; HRUBÝ, Karel Otto. Krajinářská fotografie. Praha: Orbis, 1974.
- HINŠT, Antonín. Před expozicí. Brno: Littera, 2007. ISBN 80-85763-39-7.